# Cannae
Cannae (græsk: Kanna; moderne navn: Canne della Battaglia) er en antik landsby i Apulien-regionen i det sydøstlige Italien. Den ligger på floden Aufidus' højre bred, ca. 10 km fra mundingen og 9 km sydvest for Barletta, som er navnet på kommunen.
Cannæ er især kendt for Slaget ved Cannae, hvor Hannibal her vandt sit største slag mod romerne under den 2. puniske krig i 216 f.Kr.. Hannibal havde en hær på 54.000 mand mod romernes 85.000, men alligevel lykkedes det ham at drive romerne på flugt.